# Germantown (Maryland)
Pour les articles homonymes, voir Germantown.
Germantown est une ville du comté de Montgomery dans l’État du Maryland, aux États-Unis. 